# Augusto Tiezzi
Augusto Tiezzi (* 16. April 1910 in Castagneto Carducci; † 19. Oktober 1990 in Rom) war ein italienischer Kameramann.

## Leben
Tiezzi drehte seinen ersten Film 1935 (Campo di maggio) und war bis 1971 bei 78 Filmen für die Fotografie verantwortlich.

## Filmografie (Auswahl)
- 1935: Campo di Maggio
- 1954: Das ewige Lied der Liebe (Nel gorgo del peccato)
- 1958: Ohne Dich kann ich nicht leben
- 1959: Der Sohn des roten Korsaren (La scimitarra del Saraceno)
- 1960: Küste der Piraten (I pirati della costa)
- 1961: Piratenkapitän Mary (Le avventure di Mary Read)
- 1962: Zorro gegen Maciste – Kampf der Unbesiegbaren (Zorro contro Maciste)
- 1962: Einer gegen Sieben (Duello nella Sila)
- 1963: Samson und die weißen Sklavinnen (Sansone contro i pirati)
- 1964: Samson gegen die Korsaren des Teufels (Sansone contro il Corsaro nero)
- 1964: Samson und der Schatz der Inkas (Sansone e il tesoro degli Incas)
- 1964: Herkules – Rächer von Rom (Ercole contro Roma)
- 1964: Herkules gegen die Tyrannen von Babylon (Ercole contro i tiranni di Babilonia)
- 1965: Heiße Grüße vom CIA (Operazione stermino)
- 1965: Höllenhunde des Secret Service (Superseven chiama Cairo)
- 1966: Das Finale liefert Zorro (Zorro il ribelle)
- 1969: Zorro alla corte d’Inghilterra
- 1969: Zorro – Graf von Navarra (Zorro marchese di Navarra)